# Gonatogyne
Gonatogyne brasiliensis es una especie de plantas con flores perteneciente a la familia Phyllanthaceae. La única especie del género Gonatogyne (Baill.) Müll.Arg. in C.F.P.von Martius & auct. suc. (eds.), Fl. Bras. 11(2): 14 (1873), como su nombre indica es nativa de Brasil.

## Sinonimia
- Amanoa brasiliensis Baill., Étude Euphorb.: 581 (1858).
- Savia brasiliensis (Baill.) Pax & K.Hoffm. in H.G.A.Engler, Pflanzenr., IV, 147, XV: 187 (1922).
- Gonatogyne lucens Klotzsch ex Baill., Adansonia 5: 345 (1865), nom. nud.[1]